# The Dishwasher: Dead Samurai
The Dishwasher: Dead Samurai est un jeu vidéo de type beat them all développé par Ska Studios et édité par Microsoft Game Studios, sorti en 2009 sur Xbox Live Arcade.
Il a pour suite The Dishwasher: Vampire Smile.
Il est cité dans Les 1001 jeux vidéo auxquels il faut avoir joué dans sa vie.

## Accueil
- Jeuxvideo.com : 15/20[1]